# Madura Kulatunga
Madura Kulatunga (en cingalés: මධුර කුලතුංග), nacido el 23 de marzo de 1980 en Matara (Sri Lanka), es un desarrollador de software esrilanqués conocido por ser desarrollador de Madura English–Sinhala Dictionary.

## Biografía
Kulatunga es educado en el Royal College, Colombo. Obtuvo el Maestría en Ciencias en Tecnología de la Información en la Sikkim Manipal University. Profesionalmente calificado como Microsoft Certified Systems Engineer.

## Carrera
Kulatunga entendió las dificultades de usar diccionarios impresos inglés-cingalés. Para superar este desafío, decidió crear un diccionario electrónico. Finalmente creó el Madura English–Sinhala Dictionary y estuvo disponible gratuitamente para el público en general. Se convirtió en el desarrollador del primer diccionario en línea inglés-cingalés del mundo.